# Dierogekko inexpectatus
Dierogekko inexpectatus är en ödleart som beskrevs av  Bauer, Jackman SADLIER och WITHAKER 2006. Dierogekko inexpectatus ingår i släktet Dierogekko och familjen geckoödlor. IUCN kategoriserar arten globalt som akut hotad. Inga underarter finns listade i Catalogue of Life.